# جيف بارتلي
جيف بارتلي (بالإنجليزية: Geoff Bartley)‏ هو مغني وكاتب أغاني ومغن مؤلف وعازف قيثارة أمريكي، ولد في 1948.

## وصلات خارجية
- الموقع الرسمي
- جيف بارتلي على موقع ميوزك برينز (الإنجليزية)